# The Way of All Pants

The Way of All Pants  est un film américain de Leo McCarey et F. Richard Jones sorti en 1927.

## Synopsis
Un homme livre un pantalon qu'une femme a commandé pour son mari mais elle lui demande de l'essayer sur lui-même afin qu'elle puisse voir le résultat. à quoi ils ressemblent. Alors qu'il est en train de se changer, le mari arrive à la maison et voyant l'intrus, demande à un détective de venir le chercher. Pris sans son pantalon, le livreur s'arrange pour enlever le pantalon du détective, se préparant à une série d'incidents similaires.

## Fiche technique
- Titre original : The Way of All Pants
- Réalisation : Leo McCarey et F. Richard Jones
- Scénario : H. M. Walker
- Image : Len Powers
- Montage : Richard C. Currier
- Producteur : Hal Roach
- Société de production : Hal Roach Studios
- Société de distribution : Pathé Exchange
- Pays d’origine :  États-Unis
- Langue : Anglais
- Format : 1.33 : 1, 35 mm, noir et blanc
- Durée : 9 minutes
- Date de sortie : 29 octobre 1927

## Distribution
- Charley Chase : Charley
- Edna Marion
- Hazel Howell
- Frank Leigh
- Tom Dugan
- Buddy the Dog